# Исэхара (станция)
Станция Исэхара (яп. 伊勢原駅 исэхара эки) — железнодорожная станция на линии Одавара, расположенная в городе Исехара, префектуры Канагава. Станция расположена в 52,2 километра от конечной станции линий Одакю - Синдзюку. Станция была открыта 1-го апреля 1927 года. Новое здание станции было построено в 1967 году, а 2008 году оно было заменено на более современное вмещающее универмаг и супермаркет.

## Планировка станции
4 пути и  2 платформы островного типа.
| 1 | ■ Линия Одавара | Син-Мацуда, Одавара                                    |
| 2 | ■ Линия Одавара | Син-Мацуда, Одавара                                    |
| 3 | ■ Линия Одавара | Сагами-Оно, Син-Юригаока, (Линия Тиёда) Аясэ, Синдзюку |
| 4 | ■ Линия Одавара | Сагами-Оно, Син-Юригаока, (Линия Тиёда) Аясэ, Синдзюку |

## Близлежащие станции
| «             | «             | Вид обслуживания       | »             | »              |
| Линия Одавара | Линия Одавара | Линия Одавара          | Линия Одавара | Линия Одавара  |
| ------------- | ------------- | ---------------------- | ------------- | -------------- |
| Аико-Исида    |               | Local                  |               | Цурумаки-Онсэн |
| Аико-Исида    |               | Sectional Semi-Express |               | Цурумаки-Онсэн |
| Аико-Исида    |               | Semi-Express           |               | Цурумаки-Онсэн |
| Аико-Исида    |               | Express (Majority)     |               | Цурумаки-Онсэн |
| Аико-Исида    |               | Rapid Express          |               | Цурумаки-Онсэн |